# Надгробни споменик Јекатерини Драмлић у селу Гуча
Надгробни споменик Јекатерини Драмлић (†1850) у селу Гуча налази се на Анђелића гробљу у селу Гуча, Општина Лучани. 

## Опис
Споменик у облику стуба од живичког пешчара. У правоугаоном, лучно надсвођеном удубљењу на западној страни уклесан је текст епитафа. У преостали простор уклесани су грчки крстови од којих су два, сасвим неуобичајено, заротирани за 45°. Споменик је релативно добро очуван, прекривен лишајем.

### Епитаф
Текст исписан читким ћириличним словима са употребом појединих елемената предвуковског писма гласи:
1850 г:
єкатерина супруга мiлiсава драмлiћа
умре 6. декембра